# Dmytro Vološyn
Dmytro Serhijovyč Vološyn (in ucraino Дмитро́ Сергі́йович Воло́шин?; Verchivceve, ...) è un militare ucraino, Eroe dell'Ucraina e comandante dell'8º Corpo d'assalto aereo da aprile 2025.

## Biografia
Nativo di Verchivceve, Vološyn si è arruolato nelle Forze aeromobili ucraine (dal 2017 Forze d'assalto aereo) e ha partecipato alla guerra del Donbass, ottenendo l'Ordine di Bohdan Chmel'nyc'kyj di III Classe. Durante la sua carriera Vološyn ha prestato servizio in varie unità delle Forze d'assalto aereo: 25ª Brigata aviotrasportata, l'81ª Brigata aeromobile e la 46ª Brigata aeromobile.
Il 30 settembre 2024 è stato insignito dal presidente ucraino Volodymyr Zelens'kyj del titolo di Eroe dell'Ucraina, la più alta onorificenza del paese.
Nell'aprile 2025 Vološyn è stato nominato comandante del nuovo 8º Corpo d'assalto aereo, costituito a partire dalla 82ª Brigata in seguito alla riforma che ha portato alla creazione dei comandi intermedi di corpo d'armata, il quale comprende in totale 6 brigate.